# Tiurana
Tiurana község Spanyolországban, Lleida tartományban. Tiurana La Baronia de Rialb, Bassella, Vilanova de l'Aguda, Oliola és Ponts községekkel határos. Lakosainak száma 66 fő (2024).

## Népesség
A település népessége az utóbbi években az alábbiak szerint változott:
| Lakosok száma | 221  | 495  | 445  | 292  | 212  | 37   | 85   | 76   | 73   | 66   |
|               | 1717 | 1887 | 1936 | 1960 | 1986 | 2004 | 2009 | 2014 | 2019 | 2024 |